# Бертолетто, Андре
Андре Бертолетто (фр. Andrée Bertoletto; род. 1 января 1911) — французская супердолгожительница, которая проверена и подтверждена GRG и LQ. Является 5-м старейшим человеком в мире и 4-м в Европе. Также она является вторым старейшим жителем Франции после Мари-Роз Тессье. Её возраст составляет 114 лет 224 дня.

## Биография
Родилась 1 января 1911 года в Ла-Шапель-Антенез, Майен, Земли Луары, Франция. У неё было два брата и одна сестра. В 1913 году переехала в Монсур, Майен, Земли Луары.
25 мая 1935 году вышла замуж за Альфонсо Бертолетто, который был руководителем строительной компании. Супруги детей не имели. Андре овдовела в 1978 году.
Бертолетто переехала в дом престарелых в Монсуре в возрасте 105 лет, после того как ей пришлось всю ночь бороться с водой после наводнения. В возрасте 112 лет она проводила большую часть времени в кресле, занимаясь чтением и просмотром телевизора, особенно программ о природе. У неё проблемы со слухом, однако с памятью проблем не наблюдается. Проживает в доме престарелых "La douceur de vivre" в Монсуре.
Когда её спросили о секрете долголетия, она и её семья объяснили его различными факторами. Одним из них был шоколад. Вторым – поддержание аппетита и диета, с упором на продукты с низким содержанием мяса, стакан воды каждое утро и регулярное употребление чая и кофе. Кроме того, свою роль сыграла физическая активность, часто связанная с домашними делами, такими как уборка или работа в саду. Её племянник добавил, что не уверен, являются ли эти практики секретом долголетия, но это просто был её образ жизни.
На момент 110-летия у неё было 14 племянников, 30 внучатых племянников и 20 правнучатых племянников.
Андре Бертолетто на 2025 год проживала в Монсуре, Майенн, Земли Луары, Франция.

## Рекорды долгожителя
- 1 января 2021 года стала супердолгожителем[4].
- 17 января 2021 года после смерти Марии-Луизы Бертло, стала старейшей живущей жительницей в департаменте Майенн[4].
- 10 сентября 2023 года её возраст был подтверждён GRG.
- 15 января 2025 года, после смерти Эмильенны Бекармен, она является последним известным французом, родившимся в 1911 году.